# Kutyłowo-Perysie (gromada)
Kutyłowo-Perysie – dawna gromada, czyli najmniejsza jednostka podziału terytorialnego Polskiej Rzeczypospolitej Ludowej w latach 1954–1972.
Gromady, z gromadzkimi radami narodowymi (GRN) jako organami władzy najniższego stopnia na wsi, funkcjonowały od reformy reorganizującej administrację wiejską przeprowadzonej jesienią 1954 do momentu ich zniesienia z dniem 1 stycznia 1973, tym samym wypierając organizację gminną w latach 1954–1972.
Gromadę Kutyłowo-Perysie z siedzibą GRN w Kutyłowie-Perysiach utworzono – jako jedną z 8759 gromad na obszarze Polski – w powiecie ostrowskim w woj. warszawskim, na mocy uchwały nr VI/10/11/54 WRN w Warszawie z dnia 5 października 1954. W skład jednostki weszły obszary dotychczasowych gromad Godlewo-Baćki, Kutyłowo-Perysie, Zawisty-Dworaki i Złotki-Przeczki oraz wieś Boguty-Milczki z dotychczasowej gromady Boguty-Milczki ze zniesionej gminy Boguty w tymże powiecie. Dla gromady ustalono 10 członków gromadzkiej rady narodowej.
Gromadę zniesiono 31 grudnia 1959, a jej obszar włączono do nowo utworzonej gromady Drewnowo-Gołyń w tymże powiecie.